# PicApport
PicApport ist eine frei verfügbare Bilderverwaltungssoftware der Contecon Software GmbH. Die serverseitige Software ermöglicht es, Fotos in einem Rechnernetz verfügbar zu machen.

## Geschichte
Das PicApport Projekt wurde im Sommer 2011 von Eric Schreiner bei der Contecon Software GmbH initiiert. Ursprüngliches Projektziel war es, einen intelligenten Bildbetrachter für ein privates WLAN zu schaffen, der es ermöglicht, auf jedem verbundenen Tabletcomputer oder Mobiltelefon Fotos anzuzeigen und über Metadaten zu suchen, ohne dabei
die Fotos an einen externen Dienst oder Internetprovider übergeben zu müssen.
PicApport wird von der Contecon Software GmbH gepflegt und ist kostenlos verfügbar.

## Funktionen

### Fotoserver
Der PicApport Foto-Server läuft nahezu auf allen Plattformen die Java unterstützen. Einmal konfiguriert werden neue Fotos auf dem Server gefunden und können anhand ihrer Metadaten wie Titel, Personen oder Stichwörter über das Web-Frontend von PicApport gesucht und angezeigt werden. Anhand der Metadaten können Dynamische Sammlungen generiert werden, die sich automatisch erweitern, wenn neue Fotos mit übereinstimmenden Kriterien vom Server gefunden werden. Das Web-Frontend des Servers ist für mobile Geräte wie Tablets oder Handys speziell angepasst, kann aber auch von einem stationären Computer bedient werden.

## Erweiterungen
Zur Unterstützung weiterer Dateiformate kann der PicApport Server über eine dokumentierte Plugin-Schnittstelle erweitert werden. Es sind Plugins für die meisten RAW-Formate, Bitmap-Formate, PDF-Dokumente und Video-Formate verfügbar.
Eine weitere Möglichkeit die Funktionalität (z. B. Bildinhalt basiertes Taggen) zu erweitern, bieten die in Version 9 eingeführten Add-ons.